# Andre Kolb

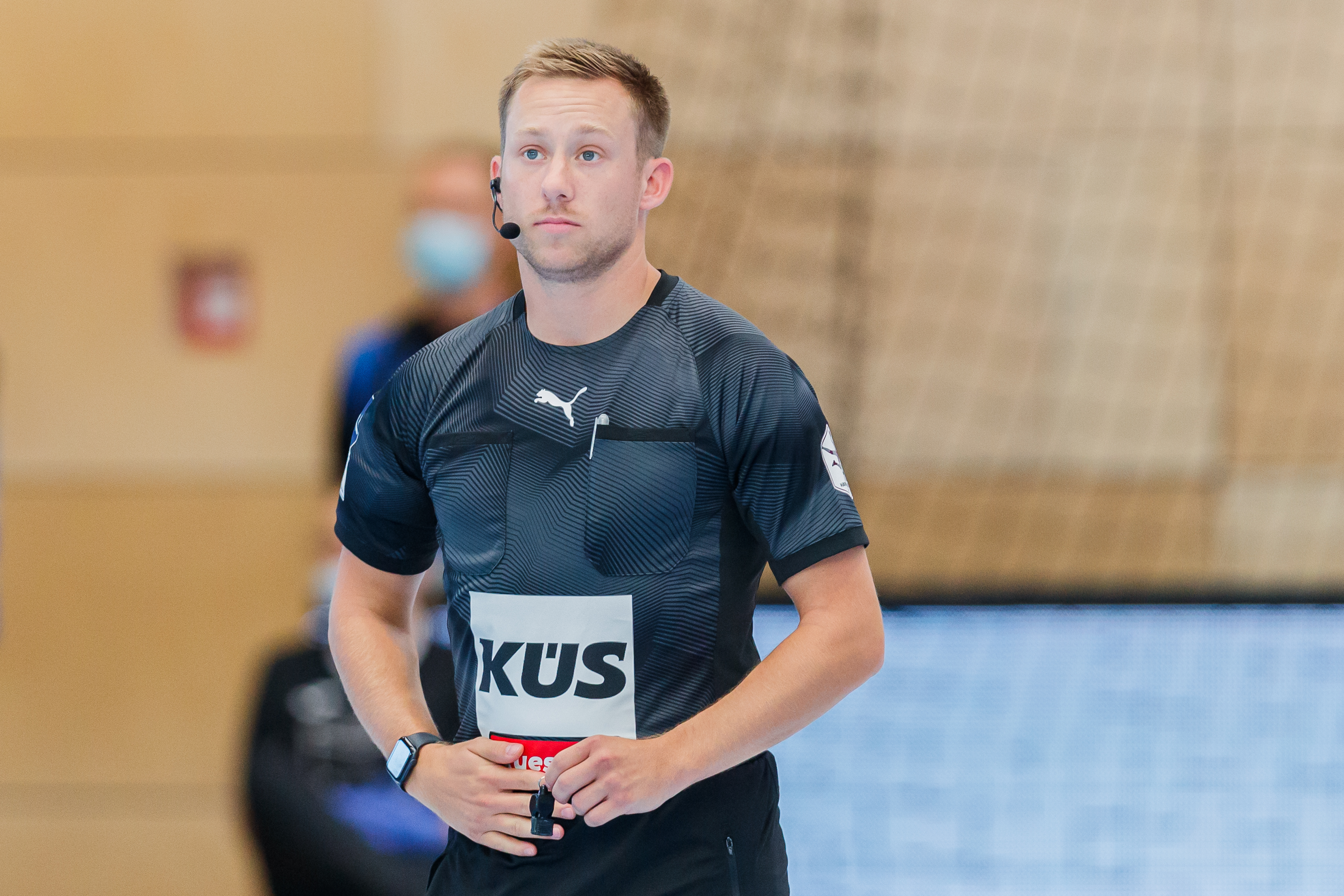
Andre Kolb (2021)

Andre Kolb (* 1994) ist ein deutscher Handballschiedsrichter aus Taufkirchen. Er gehört zum Elitekader des DHB und ist seit 2011 Schiedsrichter.

## Karriere
Kolb wurde 2011 Schiedsrichter. Er bildet zusammen mit Markus Kauth ein Schiedsrichtergespann, mit dem er seit 2014 zusammen pfeift. Zur Saison 2016/17 wurde das Duo in den DHB-Perspektivkader berufen. Ein Jahr später gehörten sie zum DHB-Nachwuchskader. In der Saison 2020/21 nahm das Gespann am EHF Young Referee Project teil. Zur Saison 2024/25 stieg das Duo in den Elitekader des DHBs auf. Ihr erstes Bundesligaspiel der Herren durfte das Gespann im September 2021 zwischen dem Bergischen HC und TVB Stuttgart leiten.
Das Gespann kommt auf über 200 Einsätze auf Ebene des DHBs.

## Privates
Kolbs Stammverein ist TSV Olching. Kolb ist Bankkaufmann.